# Randhir Singh
Randhir Singh (Randhir Singhⓘ; * 18. Oktober 1946 in Patiala, Punjab) ist ein indischer Sportschütze und Sportfunktionär.

## Leben
In den Jahren 1964, 1968, 1972, 1976, 1980 und 1984 nahm er als Sportschütze an den Olympischen Sommerspielen teil. Von 2001 bis 2014 war Singh ordentliches Mitglied des  Internationalen Olympischen Komitees und ist seitdem Ehrenmitglied.
Singh ist mit Rani Uma Kumari verheiratet und hat drei Kinder.

## Preise und Auszeichnungen (Auswahl)
- Arjuna Award